# WatWasWaar
WatWasWaar was een website waar oude kadastrale gegevens en oude topografische kaarten van Nederland konden worden bekeken. Op de site waren ook foto’s, etsen en ander beeldmateriaal te vinden. De website WatWasWaar is van 2007 tot 1 januari 2016 actief geweest.

## Het project
WatWasWaar.nl was een projectorganisatie die samen met een aantal erfgoedinstellingen verantwoordelijk was voor de website WatWasWaar.nl. Het project was een initiatief van DIVA (Documentaire InformatieVoorziening en het Archiefwezen), het Nationaal Archief en het Kadaster. De website kwam voort uit deWoonomgeving.nl waarbij de samenwerking werd bewerkstelligd en begeleid door DIVA. Bij de overgang van DIVA in Erfgoed Nederland heeft STAP (Stichting Archief Programmatuur) het beheer van de website overgenomen. Dankzij een meerjarige projectsubsidie van het Ministerie van Onderwijs, Cultuur en Wetenschap en de financiële bijdrages van de deelnemende instellingen, is de website Watwaswaar.nl gebouwd.

## Inhoud van WatWasWaar
In WatWasWaar konden de volgende zaken worden geraadpleegd (niet alle bestanden waren landsdekkend):
- historische kaarten, afbeeldingen en geschreven bronnen
- Kadastrale kaarten (minuutplans en verzamelplans) uit 1832 van heel Nederland
- Militaire topografische kaarten (veldminuten) uit circa 1840-1860 van grote delen van Nederland
- Oude kaartboeken uit de tijd van voor de invoering van het kadaster
- Luchtfoto’s uit de Tweede Wereldoorlog
- Foto’s van straten en gebouwen
- Ontwerptekeningen
- Geschreven bronnen, o.a. Aanwijzende Tafels, met per perceel een overzicht van de eigenaren in 1832.
- Belastingregisters zoals verpondingscohieren of haardstedenregisters
- Huizenprotocol

## Deelnemende instellingen
- Brabants Historisch Informatie Centrum
- Drents Archief
- Fryske Akademy
- Gelders archief
- Gemeentearchief Delft
- Gemeentearchief Rotterdam
- Groninger Archieven
- Historisch Centrum Leeuwarden
- Historisch Centrum Overijssel
- Kadaster
- Nationaal Archief
- Nieuw Land Erfgoedcentrum
- Noord-Hollands Archief
- Regionaal Archief Leiden
- Regionaal Archief Nijmegen
- Regionaal Archief Tilburg
- Regionaal Historisch Centrum Eindhoven
- Regionaal Historisch Centrum Limburg
- Stadsarchief Amsterdam
- Stadsarchief Sittard-Geleen
- Stichting CAIRN
- Stichting Kadastrale Atlas Overijssel
- Stichting Kadastrale Atlas Zeeland
- Tresoar
- Universiteit Utrecht
- Het Utrechts Archief
- Werkgroep kadastrale atlas provincie Utrecht
- Zeeuws Archief

## Vervangende bronnen
- Kadastrale kaarten uit de periode 1811-1832 zijn thans bij de Rijksdienst voor het Cultureel Erfgoed (RCE) beschikbaar.[2]
- Oude topografische kaarten kunnen worden bekeken op Tijdreis, een website van het Kadaster[3]